# Werdinsel
Werdinsel är en ö i Schweiz.   Den ligger i kantonen Zürich, i den centrala delen av landet, 90 km nordost om huvudstaden Bern.
Runt Werdinsel är det i huvudsak tätbebyggt. Runt Werdinsel är det mycket tätbefolkat, med 2 261 invånare per kvadratkilometer.